# Golem Grad
Golem Grad (makedonsky Голем Град), česky doslova Velká pevnost, je ostrov v severomakedonské části Prespanského jezera. Má rozlohu 0,18 km² a je neobydlený. Od roku 2008 jej mohou navštěvovat turisté.
Ostrov má také několik alternativních názvů (Hadí ostrov, Zimní ostrov, Ostrov sv. Petra aj.). Je to místo, kde se nachází celá řada pozůstatků kulturních památek z dob jak antiky, tak i středověku. Mezi ně patří např. kostel sv. Petra z 14. století, podle něhož získal ostrov jeden ze svých názvů. Z několika stran obklopují ostrov vysoké skály.